# 桥街结鱼
桥街结鱼（学名：Tor qiaojiensis）为輻鰭魚綱鯉形目鲤科结鱼属的鱼类，俗名鲤鱼。在中国，分布于龙川江、大盈江等，體長可達22.7公分。该物种的模式产地在云南桥街。

## 扩展阅读
維基物種上的相關：桥街结鱼